# 金牛座法官左輪手槍
金牛座法官（英語：Taurus Judge）是一系列由巴西槍械製造商金牛座國際槍械公司（英語：Taurus International）於2010年設計和生產的5發式雙動操作左轮手枪，發射.45斯科菲爾德／.45長柯爾特口徑手枪子彈／21⁄2英吋.410 bore散彈。
金牛座以對劫車自衛及家庭保護工具之名促銷該槍。金牛座也產生了.454卡蘇爾／.45長柯爾特／.45斯科菲爾德（但不包括.410 bore）口徑7發弹巢的憤怒的法官和.454卡蘇爾／.45柯爾特／.45斯科菲爾德／3英吋.410 bore口徑的憤怒的法官麥格農。金牛座推出的法官作為對劫車和居家防護用途的防身工具。

## 歷史

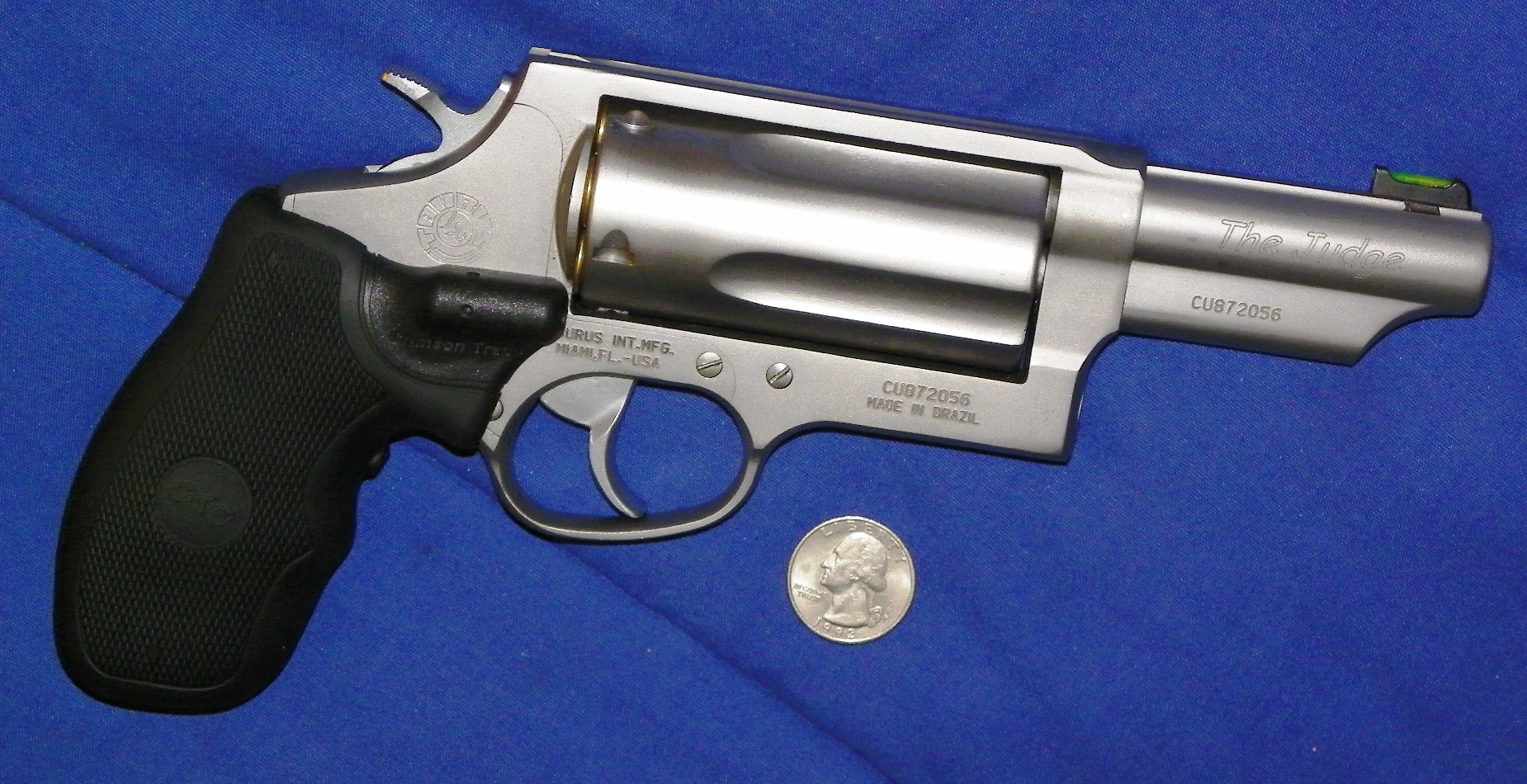
金牛座法官“麥格農”版，與美國25美分硬币作比例顯示

這款武器已經有兩個型號編號，分別為4410（已不再生產）和4510（目前生產）。這兩款型號，在本質上是相同的左輪手槍，而4410或4510任何一把都具有基本上相同的性能。它被命名“法官”是在2006年，金牛座國際槍械公司執行副總裁鲍勃·摩理臣（英語：Bob Morrison）先生，據悉在高犯罪率地區的佛罗里达州迈阿密的法官，會購買左輪手槍讓他們在法庭上作個人防衞用途，並在摩理臣進一步調查之後，將型號編號由4410被修改為4510，以更準確地反映了這把左輪手槍的多功能性（.45長柯爾特+.410 bore口徑霰彈→“4510”）。根據金牛座國際公司的報告指出，法官左輪手槍是他們最暢銷的槍械。
雖然金牛座故意設計的法官左輪手槍發射霰彈，法官左輪手槍並沒有被歸類為“短管霰彈槍”的資格，根據1934年全國槍械法（簡稱：NFA）條例，其膛線的槍管使得它被歸類一把普通手槍。然而，根據加州法律，法官左輪手槍被視為是一把短管霰彈槍，因為它具有更廣泛的“短管霰彈槍”的定義，而法官左輪手槍在特定的州被視為短管獵槍而被禁止。其膛線比正常的左輪手槍要淺和不怎麼精密，令單發拋射物子彈的穩定性比在其他手槍上較為不穩定，但延遲了霰彈彈丸由霰彈殼射出以後的快速分散。金牛座經過了無數次的實驗，找到與這兩種類型的彈藥都合適而且良好的膛線以後，才開發出這種淺膛線。

## 衍生型

### 左輪手槍型

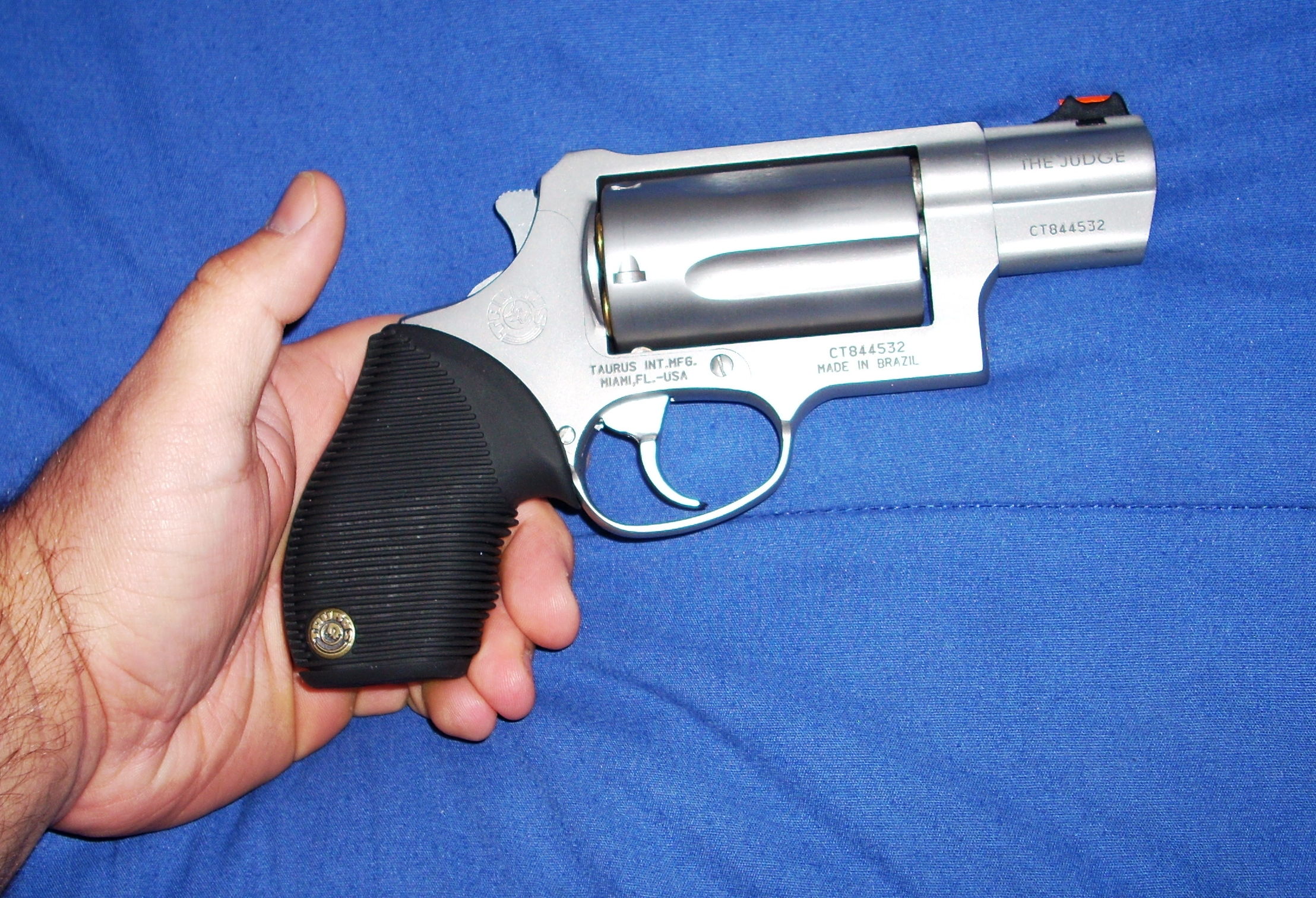
金牛座公眾防衞型

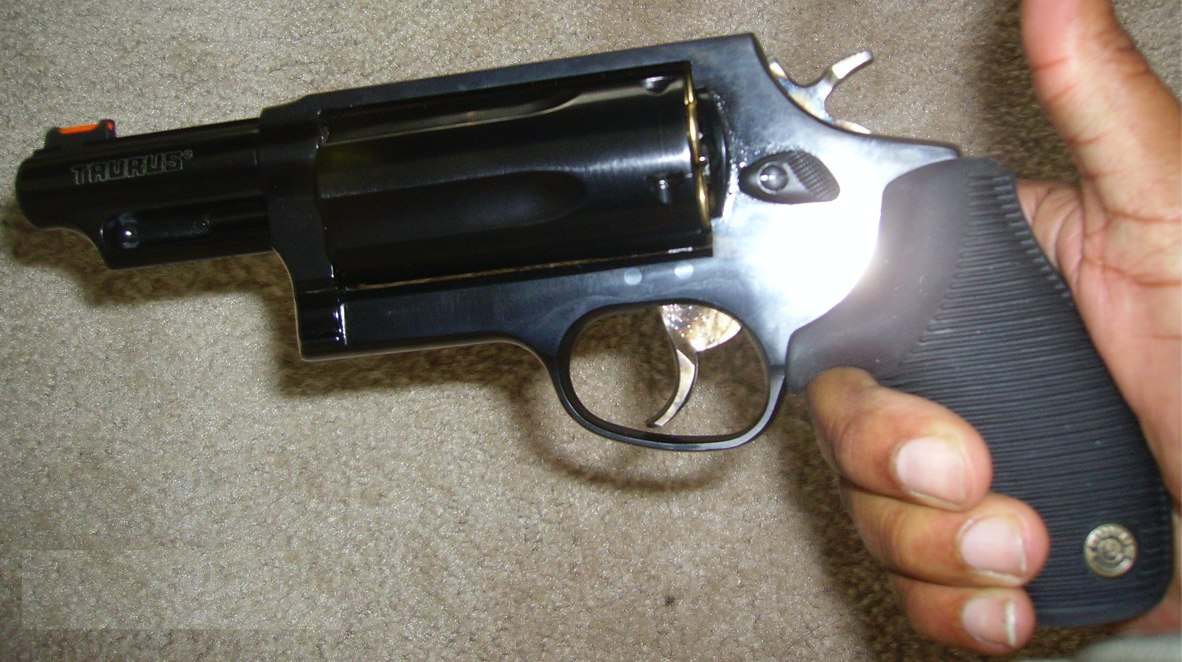
金牛座法官的原型版本（发蓝表面處理）

衍生自金牛座跟踪型左輪手槍的法官左輪手槍，具有三種槍管長度（3英吋、4英吋和跟踪型的6.5英吋），兩種弹巢長度（2.5英吋和3英吋），和兩種表面處理（发蓝和不鏽鋼）。3英吋槍管型號還配備了兩個重量等級，標準鋼製結構（以前為36盎司，目前為29盎司）和合金為基礎的“超精簡版”（以前為24盎司，目前為22盎司）。超精簡版系列的缺點是由於其重量較輕，發射時可感受到的後座力可以極為顯著的，特別是在使用.45長柯爾特子彈的時候。截至2008年12月，法官左輪手槍的所有短槍管長度型仍然可以配備無直齒圓柱型擊錘。這種槍械的標準型號可以裝上緋紅軌跡雷射瞄準器的握把。
2009年1月，金牛座在射擊、狩獵、戶外用品展覽和大會（SHOT Show，美國著名槍展）推出了多款新型法官左輪手槍槍族成員。這些以金牛座M85左輪手槍底把為藍本的左輪手槍都被貼上了“公眾防衞型”（英語：Public Defender）系列。與原來的法官一樣，這些左輪手槍也使用5發彈巢供彈、發射.45長柯爾特手枪子彈或.410 bore口徑霰彈。金牛座公眾防衞型系列的定位是作為一把隱蔽攜帶武器。金牛座還推出了法官SSR馬格那孔戰術R Ported型。金牛座4510TKR-3SSR型和-BR型的馬格那孔槍管底部更具有一條短小的MIL-STD-1913式戰術燈安裝導軌。底部短小的MIL-STD-1913式戰術燈安裝導軌足以安裝各種較小的戰術燈、激光瞄準器或其他戰術配件。此外，該型號還設有一根馬格那孔槍管，以減少可感受到的後座力。SSR型和BR型分別具有磨砂不銹鋼和烤藍鋼兩款表面處理。
2010年推出的金牛座憤怒的法官麥格農（英語：Raging Judge Magnum）左輪手槍的彈巢（膛室）可以裝填.454卡蘇爾以及.45長柯爾特和3英吋.410 bore口徑霰彈。
2011年在拉斯維加斯的SHOT中，金牛座推出了憤怒的法官XXVIII，改用無溝槽式彈巢以確保其強度，彈巢（膛室）可以裝填28鉛徑霰彈。經過一番混亂與否，憤怒的法官XXVIII將被美国菸酒槍炮及爆裂物管理局（英語：Bureau of Alcohol, Tobacco, Firearms and Explosives，簡稱：ATF）視為受管制槍支，金牛座國際公司總裁兼首席執行官鲍勃·摩理臣先生表示，憤怒的法官XXVIII將會在2012年年底的某個時候在美國上市。

### 卡賓槍型

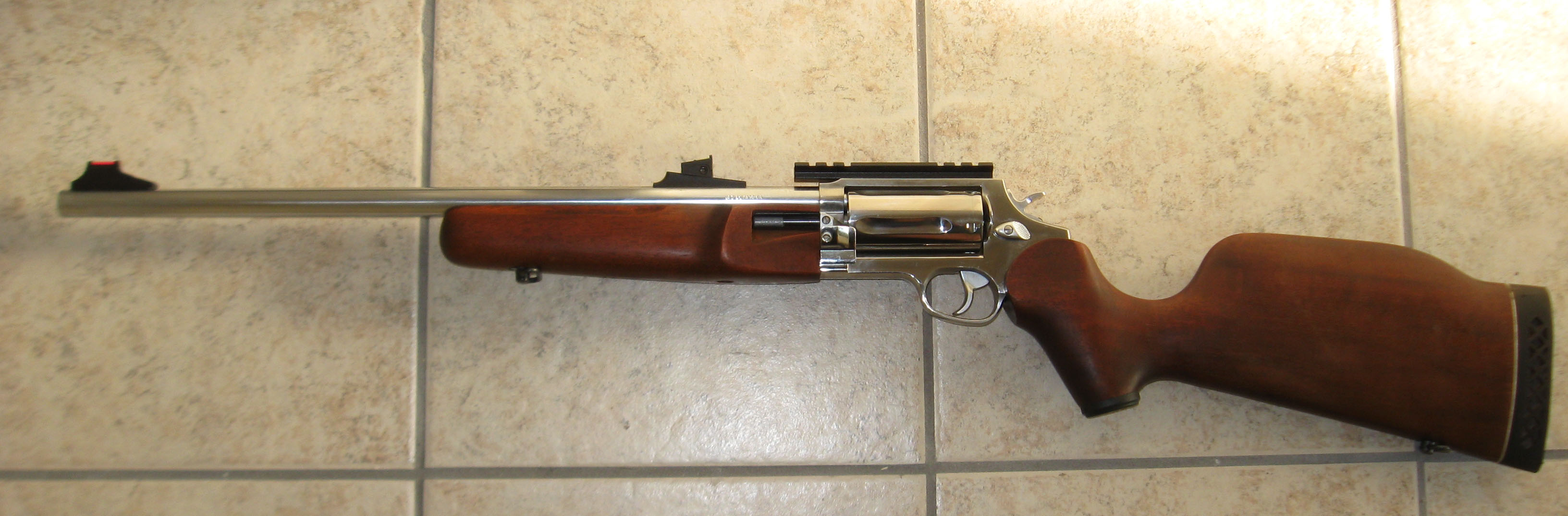
巡迴法官卡賓槍

金牛座也與其澳大利亞合作夥伴公司，羅西公司一起生產了金牛座法官左輪手槍的卡賓槍衍生型。該武器被稱為金牛座／羅西巡迴法官。
它發射.410 bore口徑霰彈和.45長柯爾特手枪子彈。該槍的彈巢裝有小型槍焰防罩，以保護射手防止被彈巢和槍管之間的彈巢間隙噴發出來的高壓熾熱氣體燒傷。
卡賓槍型裝有由巴西硬木或塑料其中一種材料製造的槍托和前護木，並且使用光纖準星。此外還具有可選的MIL-STD-1913戰術導軌作為光学瞄准镜安裝基座，可讓使用者於底把頂部安裝瞄準鏡，並且搭配喉缩以狩獵火雞。

## 有效性

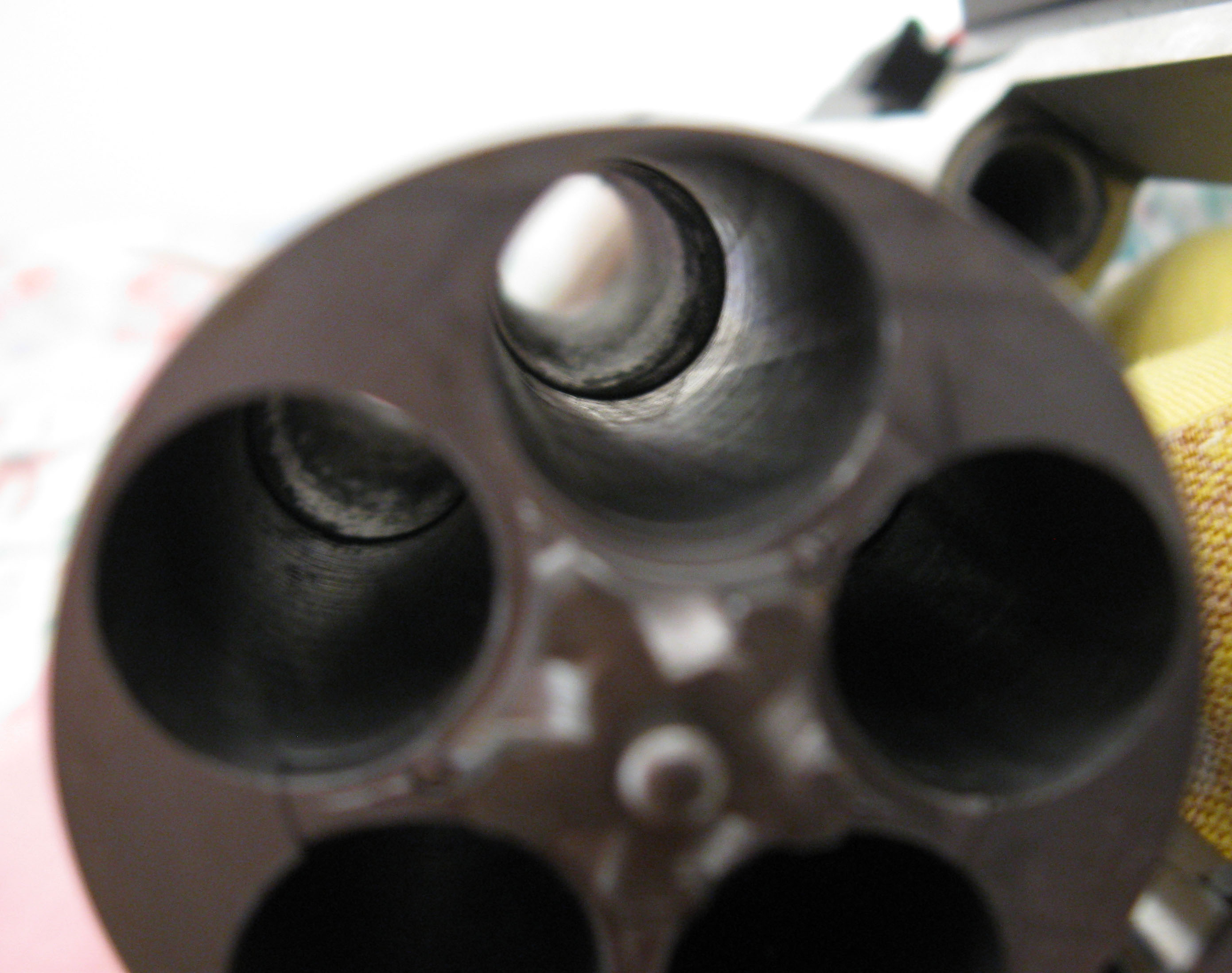
圖為卡賓槍型號的弹巢特寫，圖中的收束器型膛室是為了防止非麥格農型號裝填.454卡蘇爾子彈。

.410 bore口徑霰彈不被認為在個人防禦用途方面是特別有效；例如，21⁄2英吋和3英吋的霰彈彈殼分別只能裝入3顆或5顆常見的防禦型000號鹿彈，這樣比起較常見的12鉛徑霰彈彈殼能裝入9顆而言實在太少了。然而，由於2008年金牛座已經考慮到這一點而著手解決這一個問題，並且推出金牛座憤怒法官麥格農型（英語：Taurus Judge Magnum Edition），可以發射3英吋.410 bore口徑霰彈。3英吋.410 bore口徑霰彈彈殼可以裝入5顆000號霰彈，這使得它更有效的個人防禦型霰彈。
聯邦高級彈藥公司更為法官左輪手槍提供特別設計的彈藥。其21⁄2英吋霰彈彈殼能裝入4粒000號霰彈。美國槍手杂志的文章作家和.410 bore口徑手槍專家，B·吉爾·霍爾曼 （页面存档备份，存于），對許多的.410 bore口徑霰彈進行了研究。他承載了一個專門的免費網站，不僅是向法官左輪手槍，而是所有.410 bore口徑霰彈手槍。
雖然法官左輪手槍的彈巢（膛室）是足以應付諸如.44雷明登麥格農或.454卡蘇爾的高膛壓單發拋射物子彈，這槍卻不是為這些單發拋射物子彈所產生的高膛壓而設計的（槍械的設計是以子彈為基準而不是以槍枝原有的結構去配合威力更大的子彈），因此如果使用這些子彈可能會發生膛炸。為了防止這種情況，彈巢（膛室）內膛更被稍微縮小，以防止直徑大於.410 bore口徑霰彈和長度長於.45長柯爾特的子彈成功上膛。
金牛座推出的憤怒的法官麥格農型是以金牛座憤怒的公牛左輪手槍為藍本，以解決這個問題；憤怒的法官麥格農可以安全地發射.454卡蘇爾以及45長柯爾特這兩種子彈。

## 3英吋槍管法官的功能和規格
- 膛室：21⁄2英吋霰彈／3英吋麥格農霰彈
- 瞄準具：前方光纖準星和後方固定照門
- 槍管長度：3英吋（76.2毫米）
- 空槍重量：
  - 4410系列：
    - 鋼製結構：36盎司
    - 超精簡版：22.4盎司

  - 4510系列：
    - 鋼製結構：29盎司
    - 超精簡版：22.4盎司
- 發射彈藥
  - 霰彈彈殼類型：21⁄2英吋和3英吋.410 bore口徑霰彈（000號鹿彈、鳥彈和空尖獨頭彈）
  - 手槍子彈類型：.45長柯爾特（英语：.45 Colt）全金屬被甲彈（Full Metal Jacket，FMJ）和.45長柯爾特被甲空尖彈（Jacketed Hollow Point，JHP）
- 握把：金牛座專利的橡膠製“Ribber”握把
- 保險：金牛座專利Key閉鎖系統，防止該槍閉鎖時被射擊
- 平均可感受到的後座力：3.18－4.54千克（7－10磅，112－160盎司）
- 金屬表面處理：发蓝钢或不鏽鋼
- 槍機種類：單動或雙動操作扳機
- 扳機扣力：3.63千克力（8磅力，128盎司）

## 流行文化

### 电子游戏
- 2010年—：型號為法官，命名為「TOQ Model 66X」，載彈量5發，使用快速装弹器重新裝填。
- 2012年—：型號為憤怒的法官，命名為「防衛者」，必須通過幽靈行動線上網站解鎖。載彈量5發，可裝上激光瞄準器、紅點瞄準鏡和比賽等級（英语：Match grade）扳機。
- 2012年—：型號為憤怒法官XXVIII，命名為「劊子手」（Executioner，測試階段名稱仍然為「憤怒法官」），載彈量5發，初始攜彈量為45發（戰役模式）、15發（聯機模式）和75發（殭屍模式），最高攜彈量為100發（戰役模式）、40發（聯機模式）和75發（殭屍模式）。戰役模式之中由頭目勞爾·梅嫩德斯（Raul Menendez）所使用，解鎖後亦可由玩家所使用；聯機模式時於等級31解鎖，並可以使用反射式瞄準鏡、激光瞄準器、長槍管、全金屬子彈外殼（英语：Full metal jacket bullet）、快速重裝彈匣、消音器、戰術刀、雙持；殭屍模式時需要950點點數從神秘箱隨機取得，另有一款衍生型稱作「正義之聲」（Voice of Justice），仍為5發彈巢，但最高攜彈量為100發，並可以使用長槍管。
- 2012年—《战争前线》：型號為憤怒法官XXVIII，命名为“金牛座法官”，載彈量5发，以副武器之姿出现并可被所有职业所使用。为抽奖武器，可以改装瞄准镜（EOTECH 553全息瞄准镜、绿点全息瞄准镜、红点瞄准镜），无法改装枪口配件。
- 2013年—：命名為“The Judge Shotgun”，可透過登入社群獲得。
- 2015年—：命名為「.410 Jury」，發射.410鹿彈，以5發彈巢供彈，能夠由兩方機械師（Mechanic）所使用，於完成小任務「第2級機械師」（Mechanic 2，以衝鋒槍射殺25人和以詭雷摧毀10台車輛）時才能解鎖。可加裝各種進階照準器（改進版機械瞄具、迷你、德爾塔）及附加配件（電筒、戰術燈、激光瞄準器）。
  - 單人模式當中則能夠由主角尼古拉斯·門多薩所使用。
  - 該武器具有特殊換彈動作。

### 動畫
- 2015年—《絕命制裁X》：由緋崎千影所使用。

## 資料來源
1. 1 2  "Shooting Times: Taurus Big-Bore Double Feature" 的存檔，存档日期2009-02-12.
2. 1 2 3  .   [2013-01-13]. （原始内容存档于2013-12-19）.
3. ↑   (PDF).   [2013-01-13]. （原始内容存档 (PDF)于2012-09-15）.
4. 1 2  "Judging the Judge," （页面存档备份，存于） www.gunsandammomag.com
5. ↑  Shideler, Dan. . Iola, Wisconsin: F+W Media, Inc. 2010: 192  [2014-07-03]. ISBN 1-4402-1624-X. （原始内容存档于2014-07-08）.
6. ↑  . Taurususa.com.   [2012-04-12]. （原始内容存档于2012-03-22）.
7. ↑  . Taurususa.com.   [2012-04-12]. （原始内容存档于2012-03-11）.
8. ↑  . americanrifleman.org.   [2013-01-13]. （原始内容存档于2013-01-25）.
9. ↑  Ken Lunde's 2011 SHOT Show Photos & Report—Taurus Int'l 的存檔，存档日期2012-02-02.
10. 1 2  Muramatsu, Kevin. . Iola, Wisconsin: Krause Publications. 2013: 310  [2014-07-03]. ISBN 978-1-4402-3544-3. （原始内容存档于2014-07-08）.
11. ↑  Cassell, Jay. . Skyhorse Publishing Company, Incorporated. 2013: 260  [2014-07-03]. ISBN 978-1-62087-516-2. （原始内容存档于2014-07-08）.
12. ↑  Lee, Jerry. . Iola, Wisconsin: Gun Digest Books. 11 April 2012: 878  [2014-07-03]. ISBN 1-4402-2927-9. （原始内容存档于2014-07-08）.
13. ↑  .   [2013-01-13]. （原始内容存档于2013-01-09）.
14. ↑  Federal's .410 Handgun Ammo 的存檔，存档日期2009-02-12.
15. ↑  .   [2013-01-13]. （原始内容存档于2012-11-13）.
16. ↑  .   [2013-01-13]. （原始内容存档于2013-01-02）.
17. ↑  .   [2013-01-13]. （原始内容存档于2012-03-11）.
18. ↑  .   [2013-01-13]. （原始内容存档于2012-09-04）.

- Jones, Richard. Jane's Infantry Weapons 2005–06. Coulsdon: Jane's, 2005.  ISBN 0-7106-2694-0.

## 外部連結
- （英文）—Taurus International Manufacturing Inc - list of all Judge variants （页面存档备份，存于）
- （英文）—North Carolina Sportsman Review
- （英文）—Gun Blast Review—
  - Here Comes the Judge! Taurus .45/410 Revolver （页面存档备份，存于）
  - “Circuit Judge” 410/45Colt Revolving Shotgun/Rifle from Taurus/Rossi （页面存档备份，存于）
- （英文）—Box of Truth Review （页面存档备份，存于）
- （英文）—Guns, Holsters, and Gear first look at Taurus Judge "Public Defender" series （页面存档备份，存于）
- （英文）—Federal's .410 Handgun ammo.
- （英文）—Shooting Illustrated－Taurus Raging Judge 28-Gauge Update
- （英文）—GUNSPEC Blog.com－Taurus Raging Judge XXVIII 28 Gauge Revolver[永久]
- （英文）—The Firearm Blog.com—
  - Taurus’s new Raging Judge Magnum （页面存档备份，存于）
  - Taurus 28 Gauge Raging Judge Revolver （页面存档备份，存于）
  - Big gun, Short lived. Taurus 28 Gauge Revolver. （页面存档备份，存于）
  - Update on the Taurus 28 Gauge Revolver （页面存档备份，存于）
  - Rossi Circuit Judge in 28 Gauge （页面存档备份，存于）
  - Rossi Circuit Judge .44 Magnum （页面存档备份，存于）
  - Rossi Circuit Judge LEVER Action ..410 / 45!!! （页面存档备份，存于）
  - Raging Judge Magnum Vs. First Order StormTrooper （页面存档备份，存于）
  - Engraved Taurus Judge: Guilty…or not? (Pictures) （页面存档备份，存于）
  - 10th Anniversary Taurus Judge （页面存档备份，存于）
- （英文）—The Truth About Guns.com－SHOT Show: Taurus Counters Smith & Wesson's New Governor with 28-Gauge Raging Judge （页面存档备份，存于）
- （英文）—American Rifleman.com—
  - Taurus Judge Ammunition: Feeding the Judge （页面存档备份，存于）
  - Taurus Raging Judge
  - The Taurus Judge vs. The Magnum Research BFR （页面存档备份，存于）
  - LaserLyte Announces Side-Mounted Laser for Judge
  - Taurus Judge Public Defender Ultra-Lite
  - Custom Leather Holster For Taurus Judge
  - The Judge Rules
  - The Rossi Circuit Judge （页面存档备份，存于）
- （英文）—Tactical Life.com－
  - Taurus Raging Judge in New 28 Gauge Caliber （页面存档备份，存于）
  - 8 Can’t-Miss Revolvers From COMBAT HANDGUNS in 2015 （页面存档备份，存于）
  - 12 Taurus Judge Revolvers That Fit Every Need （页面存档备份，存于）
- （英文）—Personal Defense World.com—
  - 32 Revolvers From CONCEALED CARRY HANDGUNS 2016 （页面存档备份，存于）
  - 11 Revolvers From the GUN BUYER’S ANNUAL 2016 Buyer’s Guide （页面存档备份，存于）
  - 20 Home Defense Handguns To Protect You And Your Family （页面存档备份，存于）
  - Hand Cannons: 9 High-Powered Magnum Handguns （页面存档备份，存于）
- （英文）—YouTube上的Taurus demos Raging Judge 28-gauge Handgun